# Gare de Chebaita Mokhtar
La gare de Chebaita Mokhtar est une gare ferroviaire algérienne située sur le territoire de la commune de Chebaita Mokhtar, dans la wilaya d'El Tarf.

## Situation ferroviaire
La gare est située dans le centre-ville de Chebaita Mokhtar, sur la ligne d'Annaba à Djebel Onk. Elle est précédée de la gare d'El Hadjar et suivie de celle de Dréan.

## Service des voyageurs

### Desserte
La gare de Chebaita Mokhtar est desservie par les trains régionaux des liaisons :
- Annaba - Tébessa[1] ;
- Annaba - Chihani Bachir[2].